# كاستلبوتو
كاستلبوتو، (بالإنجليزية: Castelpoto)‏، هي (بلدية) في مقاطعة بينيفينتو في منطقة كامبانيا الإيطالية، وتقع على بعد حوالي 50 كم شمال شرق نابوليوحوالي 7 كم غرب بينيفينتو.

## السكان
في سنة 1861 بلغ عدد السكان 1٬552 نسمة، وتطور العدد ليصل في سنة 2011 لـ 1٬326 نسمة.
يظهر هذا المخطط البياني تطور النمو السكاني لـ كاستلبوتو

## توأمة
لكاستلبوتو اتفاقيات توأمة مع:
- تشلانو